# Mikkel Hindhede
Mikkel Hindhede (født 13. februar 1862 på Hindhede i Lem Sogn, død 17. december 1945 i København) var en dansk læge og ernæringsforsker.

## Karriere
Han blev født på gården Hindhede uden for Ringkøbing og havde stærke rødder i det vestjyske. Ifølge genealogen Thorvald Lodberg var Mikkel Hindhedes far, gårdejeren Jens Mikkelsen Hindhede (1835 – 1919), fætter til politikeren Thomas Nielsen. Lodberg fandt også ud af at Mikkel Hindhedes tipoldefar (hans farfars farfar), fæstebonden og fåreavleren Mikkel Graversen Andbæk (1730 – 1819), var fætter til filosoffen Søren Kierkegaards bedstefar Peder Christensen Kierkegaard (1712 – 99) og husfar for den unge Michael Pedersen Kierkegaard, filosoffens far.
Hindhede var leder for Statens Laboratorium for Ernæringsundersøgelser på Frederiksberg i København 1910 – 32 og fødevarerådgiver for den danske regering under 1. verdenskrig. Da Danmark blev nødt til at rationere sine fødevarer under krigsblokaden 1917, blev Hindhedes principper lagt til grund for rationeringen. Svinebestanden reduceredes til en femtedel og kvægbestanden med en tredjedel. På den måde fik befolkningen mere af det høstede korn. Sundhedstilstanden hos befolkningen var ualmindelig god under rationeringen.
Opmuntret af sin onkel, fysikeren N.J. Fjord på Den Kongelige Veterinær- og Landbohøjskole, fik Hindhede mulighed for at studere medicin i København og tog eksamen med udmærkelse (laud prae ceteris) i 1888, hvad ingen dansk medicinstuderende havde gjort i flere årtier.
Efter næsten 20 år som praktiserende læge i Skanderborg i Jylland vendte han tilbage til København i 1909, hvor han boede resten af sit liv. Som ernæringsforsker studerede han blandt andet menneskets proteinbehov og viste, at det var langt mindre, end man hidtil havde troet. Han anbefalede mere rugbrød, kartofler og grøntsager og mindre kød.
Hindhede Nature Park og Hindhede Quarry i Singapore er opkaldte efter den ældre af hans to sønner, Jens Hindhede, der var forretningsmand og teplantageejer i Singapore og Malaysia i 20'erne og 30'erne. Den yngre søn var civilingeniøren og industrimanden Kristian Hindhede.
Datteren Karen Hindhede blev gift med Martin Arnbak, ejer af Arnbaks Kunsthandel i Bredgade i København, senere på Amager Torv.
Mikkel Hindhede blev Ridder af Dannebrog 1908.
Han er begravet på Solbjerg Parkkirkegård.

## Gengivelser
Der findes et portrætmaleri af Ludvig Find fra 1933 (Det Nationalhistoriske Museum på Frederiksborg Slot). Desuden en karikaturtegning af Alfred Schmidt (1910), og af samme to tegninger (1916, også Frederiksborgmuseet). Karikatur af Jens Ravnholdt. Der findes en tegning af Carl Jensen (udstillet 1930), en tegning af Aage Roose (Frederiksborgmuseet) og af Otto Christensen 1937 og 1942 (begge på Frederiksborgmuseet). Linoleumssnit af K.J. Almqvist. Desuden fotografier.

## Forfatterskab
- En Reform af vor Ernæring, København: Gyldendal 1906.
- Økonomisk Kogebog, Gyldendal 1907.
- Fuldkommen Sundhed og Vejen dertil, Gyldendal 1934.
- Af mit Livs Historie, Gyldendal 1945.